# Range Rover Evoque
Der Range Rover Evoque ist die sechste Modellreihe des britischen Geländewagenherstellers Land Rover. Er wurde im Juli 2010 vorgestellt und wird seit dem 16. September 2011 verkauft. Das Fahrzeug wird der Fahrzeugklasse Compact SUV zugerechnet.

## 1. Generation (L538, 2011–2018)
| Sterne im Euro NCAP-Crashtest | Fünf Sterne im Euro-NCAP-Crashtest |

Als erster Range Rover ist der Evoque neben einer Allradantriebvariante auch als Frontantriebvariante lieferbar, die auf einen reduzierten Kraftstoffverbrauch ausgelegt ist. Das Fahrzeug hat einen deutlich höheren Premiumanspruch als der Land Rover Discovery Sport (Nachfolger des Land Rover Freelander).
Den Evoque gibt es als Fünftürer sowie als Dreitürer (Coupé genannt) mit niedrigerem Dach und, ab Modelljahr 2016, etwas niedrigerem Anschaffungspreis. Im April 2016 brachte der Hersteller eine Cabrioversion auf den Markt, die preislich bei 51.200 Euro beginnt. Eine Cabrioausführung ist für Land Rover nichts Ungewöhnliches: Schon der allererste Land Rover (heute bekannt als Defender) von 1948 war ein Cabrio.
Der 177 kW (240 PS) starke Ottomotor wird von Ford produziert, während die Dieselmotoren von PSA Peugeot Citroën geliefert werden. Alle Räder sind einzeln an MacPherson-Federbeinen und Querlenkern aufgehängt.

### Modellpflege
Auf dem Genfer Auto-Salon 2015 stellte Jaguar Land Rover den überarbeiteten Range Rover Evoque (Modelljahr 2016) vor, der ab August 2015 erhältlich war.
Der Wagen wurde außen modifiziert, beispielsweise durch neue Stoßfänger, Scheinwerfer und einen neuen Kühlergrill. Die Motoren wurden leichter und sparsamer. Der Ingenium-Dieselmotor mit je nach Ausführung 110 kW (150 PS) oder 132 kW (180 PS) wiegt nach Herstellerangaben rund 20 bis 30 Kilogramm weniger als der des Vorgängers. Zusätzlich reduzieren besonders reibungsarme Motoren nach Angaben des Herstellers den Kraftstoffverbrauch um 18 Prozent auf einen Normverbrauch von 4,2 Liter und 4,8 Liter pro 100 Kilometer. Die sparsamste Version des eD4 mit Frontantrieb verbraucht laut Jaguar Land Rover 4,1 Litern pro 100 Kilometer. Leistungsstärkste Variante ist ein neuer Si4-Benzinmotor mit 213 kW (290 PS).

### Details zur Technik
Land Rover verwendet die Active-Driveline-Technology. Hierbei handelt es sich um einen kupplungsgesteuerten Allradantrieb. Ebenfalls wird Torque Vectoring, das heißt eine Drehmomentverteilung, eingesetzt.

### Infotainment und Pakete

#### Infotainmentsystem
Serienmäßig ist im Range Rover Evoque das Infotainment-System InControl mit 8-Zoll-(203-mm)-Touchscreen verbaut, das optional auch mit einem 10,2-Zoll-Touchscreen erhältlich ist. Smartphones können nahtlos integriert werden, an das Fahrzeug angepasste Smartphone-Apps können Daten vom Telefon direkt auf das Display im Armaturenbrett übertragen und darüber gesteuert werden. Ebenfalls serienmäßig ist der autonome Notbremsassistent, der kontinuierlich den Abstand zum vorausfahrenden Wagen kontrolliert. Bei zu geringem Abstand warnt das System den Fahrer durch optische und akustische Signale und leitet bei ausbleibender Reaktion selbstständig eine Vollbremsung ein.

#### Ausstattungslinien und Pakete
Der Range Rover Evoque ist in der Basisversion „Pure“ und den weiteren höherwertigen Ausstattungslinien „Dynamic“ und „Prestige“ verfügbar. Im September 2014 folgen die Ausstattungsvarianten „Autobiography“ und „Autobiography Dynamic“. In beiden Fällen rollt das Fahrzeug auf 20-Zoll-Leichtmetallrädern und ist serienmäßig mit Ledersitzen ausgestattet. Beim Autobiography Dynamic kommt zudem eine leistungsgesteigerte Version des 2,0-Liter-Turbomotors mit 285 PS (209 kW) zum Einsatz.
Außer den Ausstattungslinien stehen Ausstattungspakete zur Wahl, die mehrere Optionen zu einem günstigeren Preis zusammenfassen. Es werden das Technikpaket Pure, das Technikpaket Dynamic und Prestige, das Paket Dynamic Plus, ein Winterpaket und ein Sichtpaket angeboten.

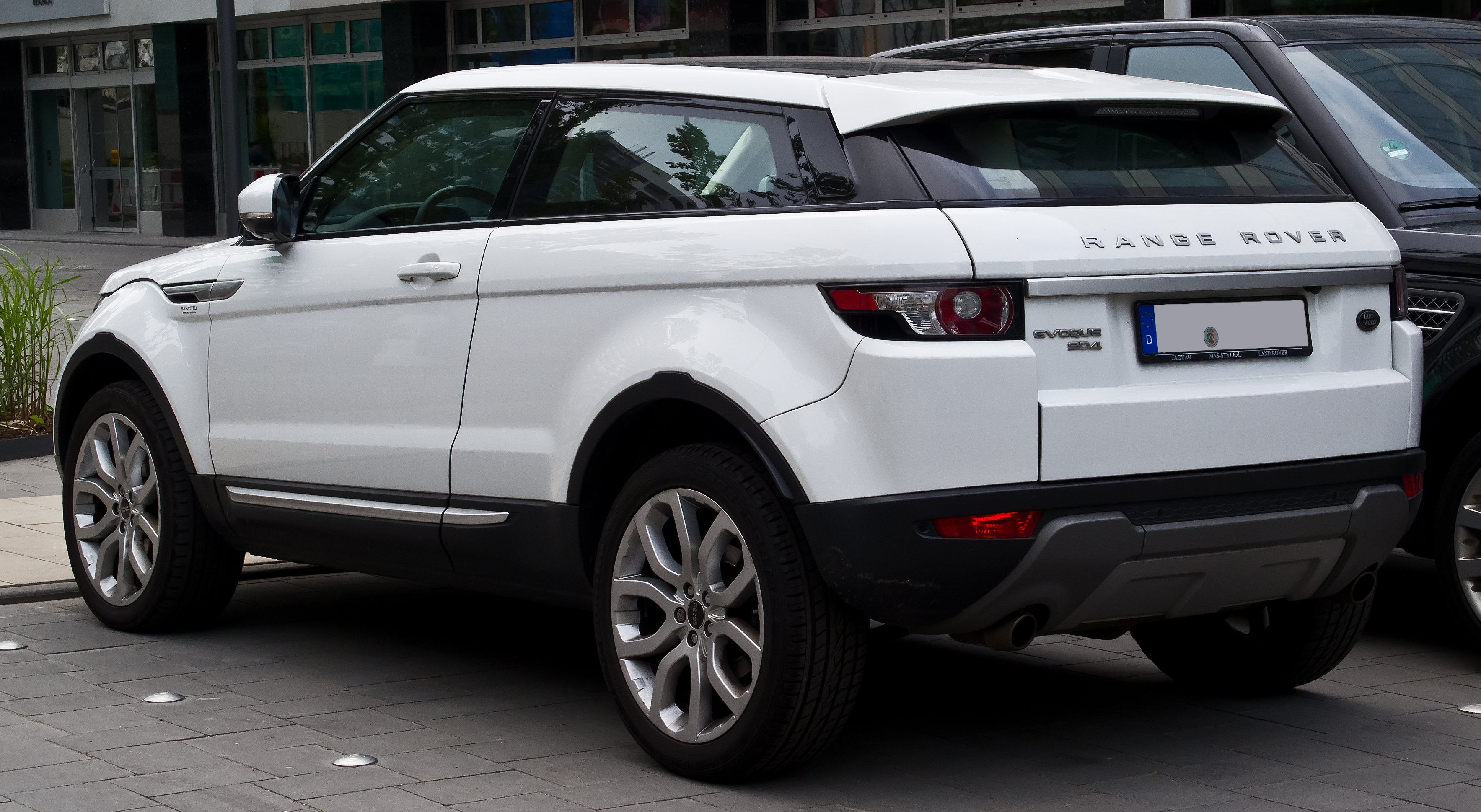
Heckansicht Coupé
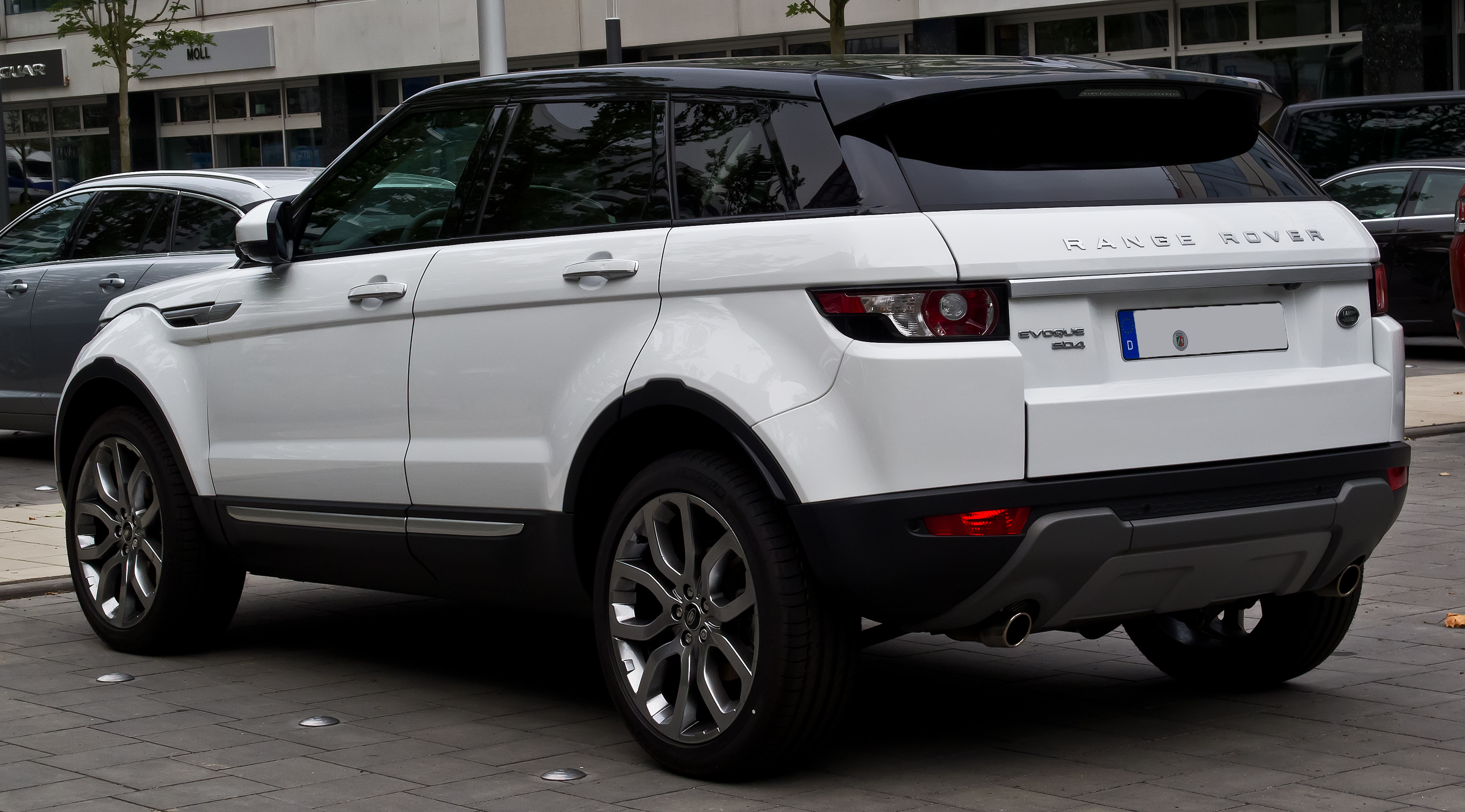
Heckansicht Fünftürer
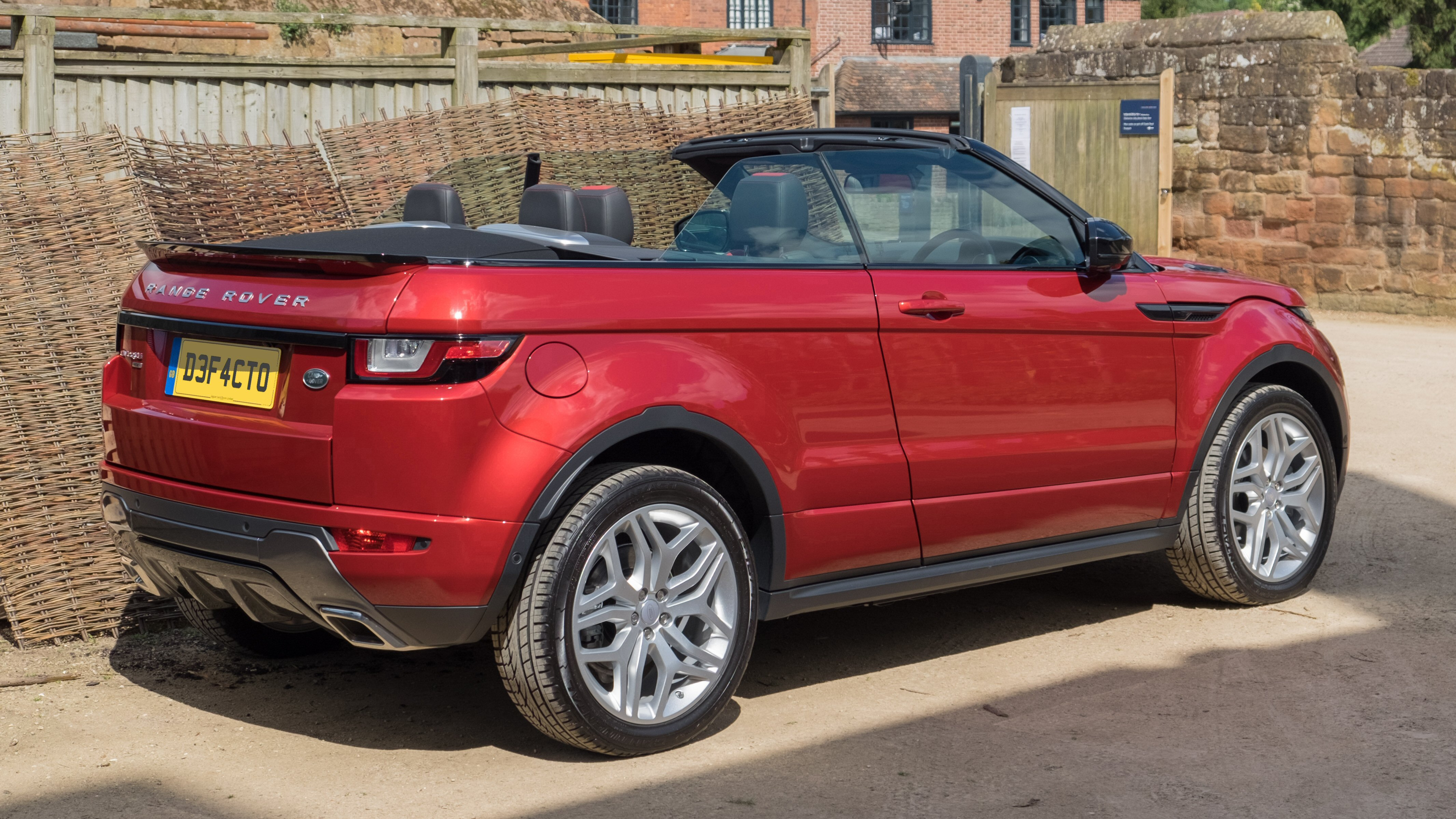
Evoque Convertible
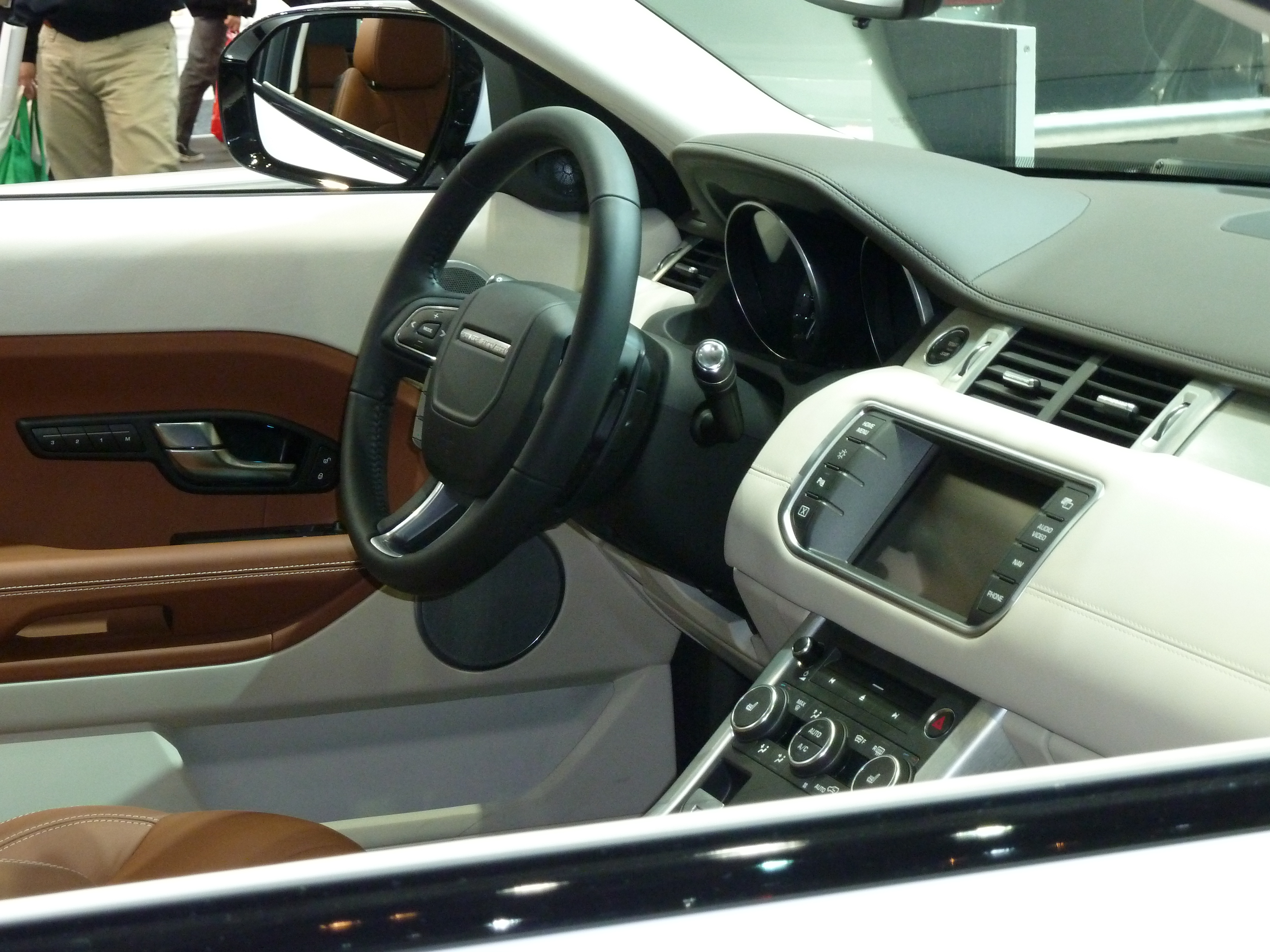
Innenraum

### Sondermodelle

#### „Victoria Beckham Edition“
Im Jahr 2012 wurde das Sondermodell Range Rover Evoque Victoria Beckham Edition präsentiert, an dessen Ausgestaltung Victoria Beckham mitgewirkt hat. Ursprünglich war eine Produktion von 200 Stück weltweit geplant, tatsächlich gebaut wurden jedoch nur etwa 80. Für den deutschen Markt waren 20 Stück vorgesehen, wie viele geliefert wurden, ist nicht bekannt. Die Basis des Fahrzeugs bildet ein vollausgestattetes Range Rover Evoque Coupé Si4 Dynamic mit dem 240 PS (176 kW) starken 2,0-Liter-Vierzylinder-Turbomotor, wobei Victoria Beckham die Farben und Materialien auswählte. Die unverbindliche Preisempfehlung des in begrenzter Stückzahl und zu großen Teilen in Handarbeit gefertigten Wagens lag in Deutschland bei 103.990 €.

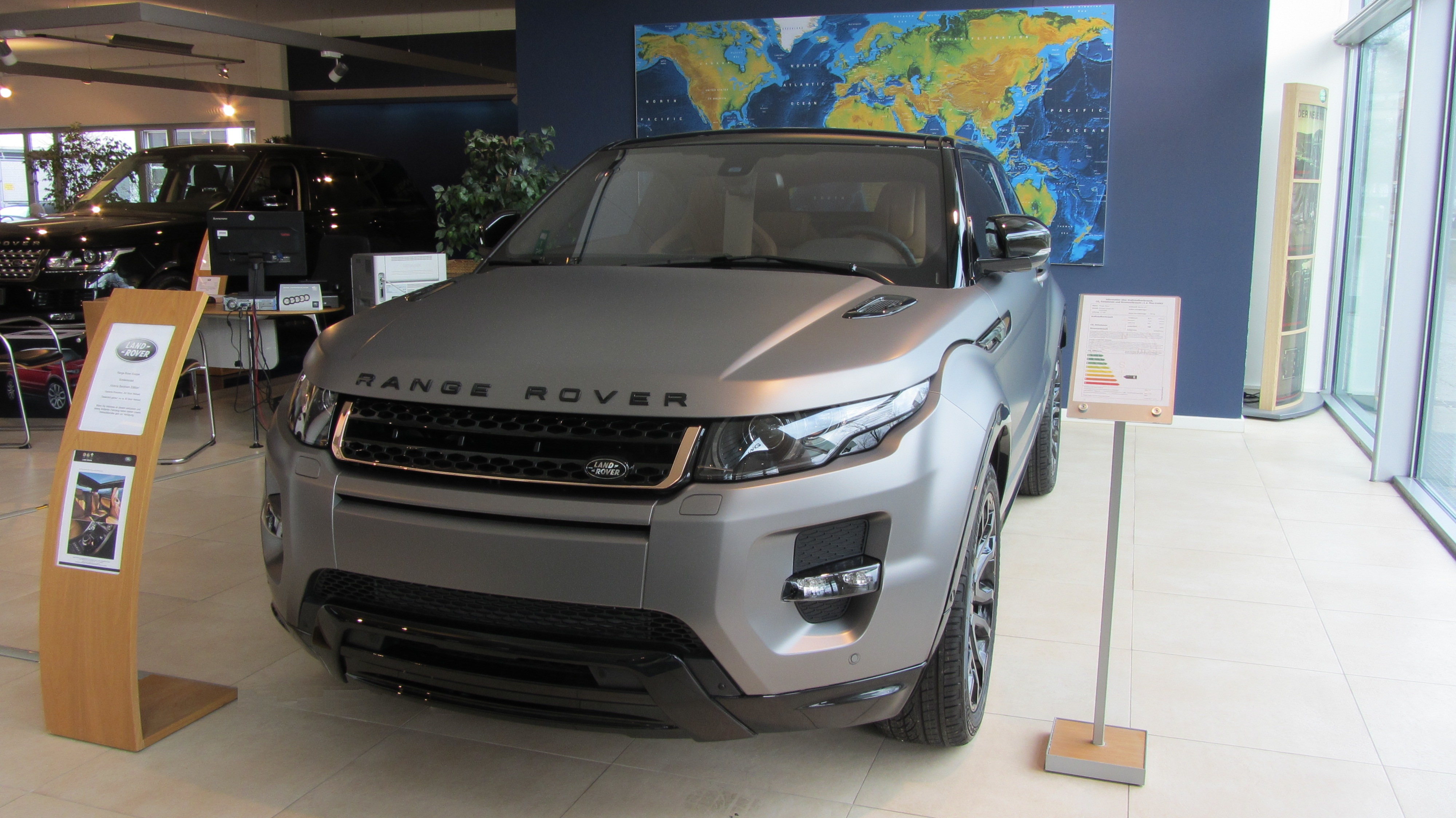
Range Rover Evoque Victoria Beckham Edition
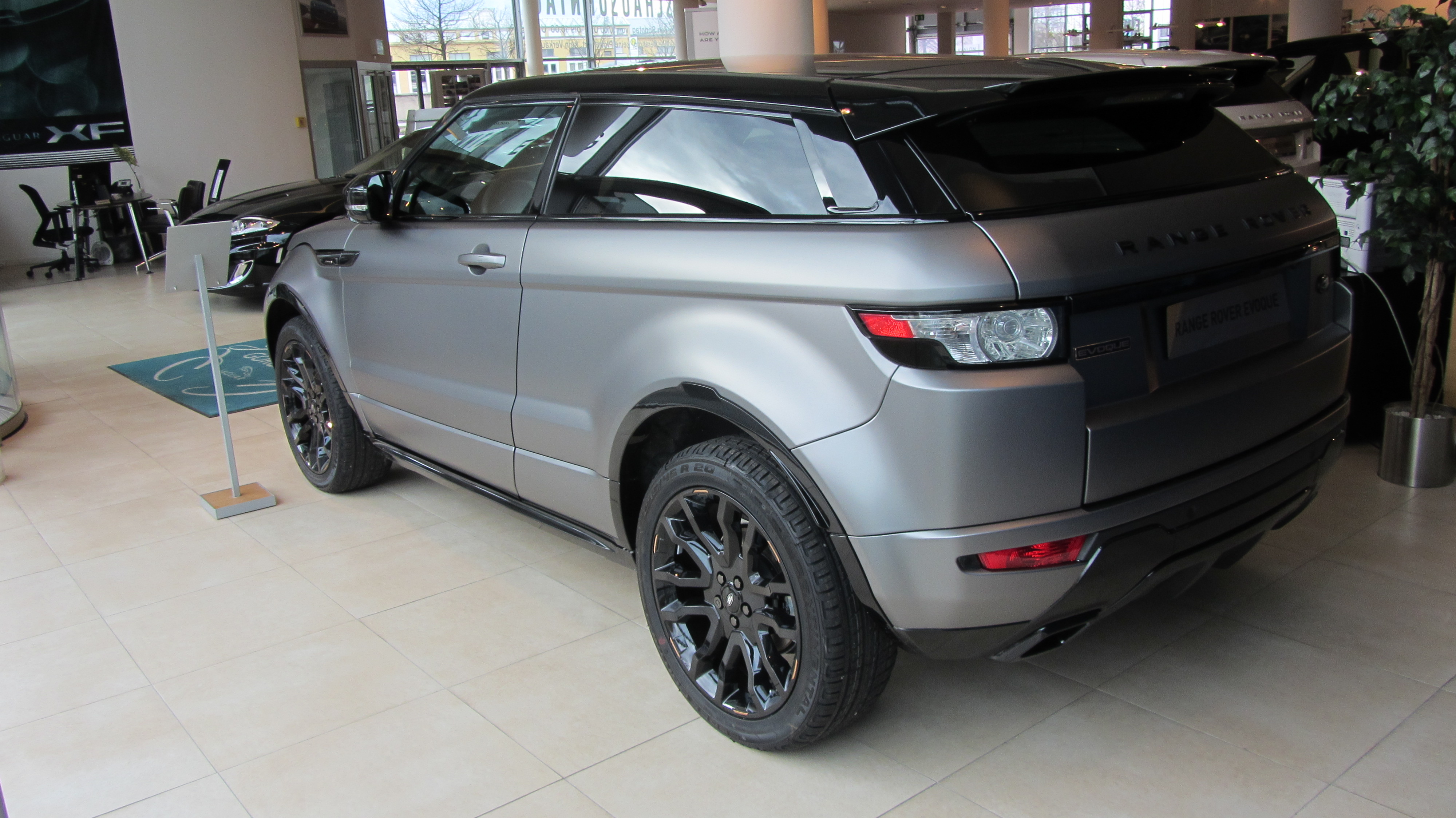
Heckansicht
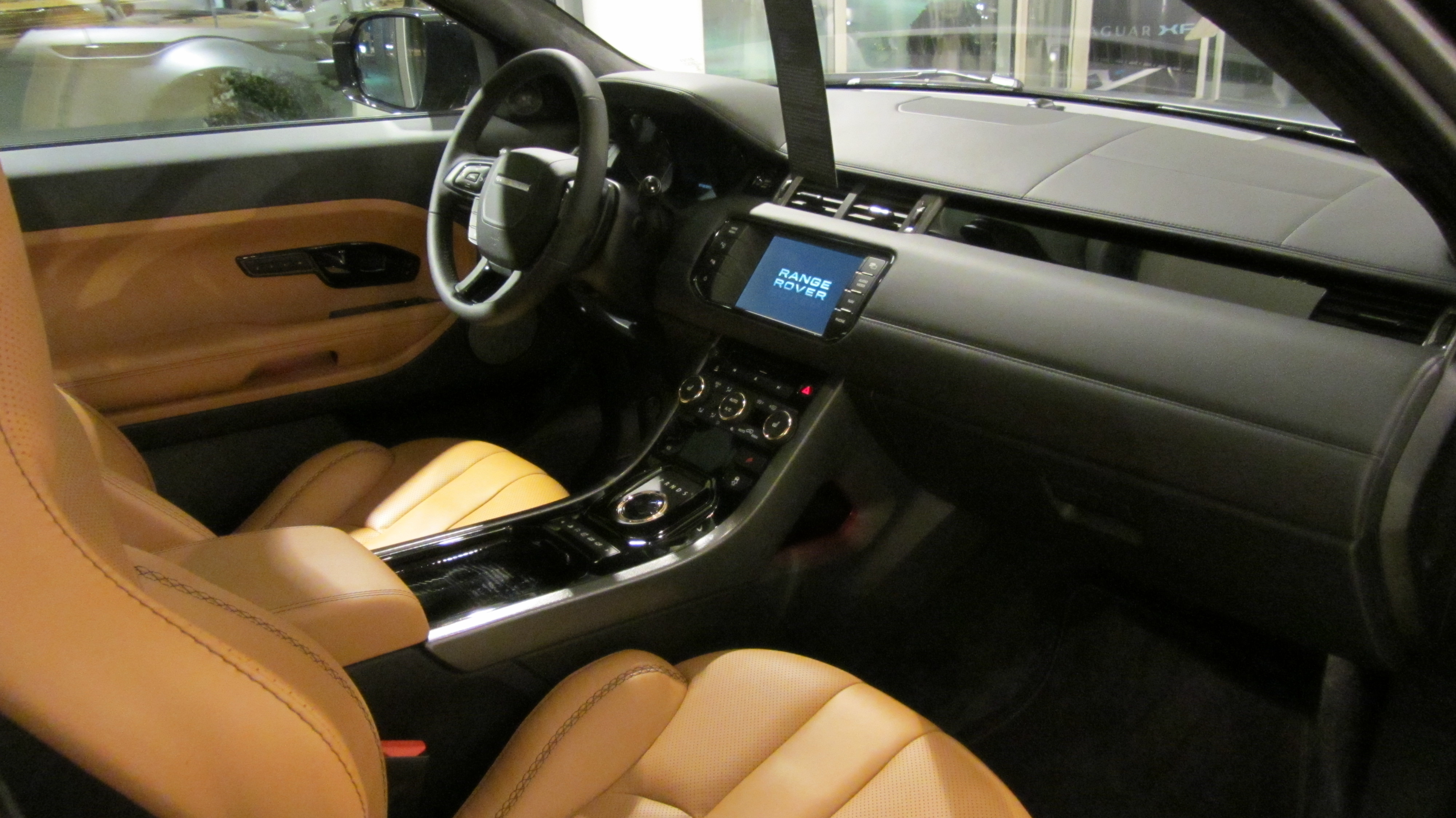
Interieur

#### „Yellow Edition“
Am 10. Januar 2013 wurde auf dem Brüsseler Autosalon das Sondermodell Range Rover Evoque Yellow Edition vorgestellt. Das Fahrzeug war ab Ende März 2013 in Deutschland bestellbar und wurde im Sommer ausgeliefert. Diese Version war auf 80 Stück für den deutschen Markt limitiert. Sie zeichnete sich durch eine Sonderlackierung in Sicilian Yellow und ein metallicschwarz lackiertes Dach aus, auf Wunsch konnte diese Farbkombination auch umgedreht werden (schwarzmetallic mit gelbem Dach). Neben der auffälligen Außenlackierung gab es auch im Innenraum diverse in gelb gehaltene Details (z. B. die Sitznähte und eine Dekorleiste auf dem Armaturenbrett).

#### „Seidenstraße“
Zur Land Rover Experience Tour Seidenstraße 2013 wurde ein Sondermodell des Range Rover Evoque aufgelegt. Das Team von Land Rover hatte eine Offroad-Erlebnis-Tour über 15.000 km, durch 11 Länder und 5 Kulturkreise von Deutschland bis nach Mumbai entlang der Seidenstraße organisiert, geplant und vorbereitet. Während sich circa 22.000 Personen aus Deutschland bereits 2012 um die 12 Plätze für die Tour bewarben und dazu einige Qualifikations- und Auswahlrunden mit verschiedenen Offroad-Aktivitäten überstehen mussten, konnte das Sondermodell gekauft werden, das in auf 50 Stück limitierter Stückzahl ab Ende Juni 2013 beim Händler verfügbar war. Die Basis bildete ein Range Rover Evoque SD4 Pure in der Lackierung Fuji White, das ab Werk rundum mit etlichen spezifischen Aufklebern versehen war. Serienmäßig waren unter anderem ein Dachgepäckträger, Feuerlöscher und eine Sechsgangautomatik an Bord. Der Listenpreis startete bei 53.900 €.

#### „Landmark“
Anlässlich des 600.000ten Evoque wurde im Mai 2017 das ab 52.200 € erhältliche Sondermodell Landmark auf der Royal Windsor Horse Show, der königlichen Pferdeschau am Schloss Windsor, der Öffentlichkeit präsentiert. Neben der neuen Außenfarbe Moraine Blue kann das ausschließlich als 5-Türer und mit der Kontrast-Dachfarbe Carpathian Grey erhältliche Sondermodell in den Farben Yulong White oder Corris Grey bestellt werden. Es ist mit grauen 19-Zoll-Rädern, grauen Außendekorelementen sowie einem Panoramadach ausgestattet und verfügt im Innenraum über diverse optische Aufwertungen gegenüber der Serie.

### Technische Daten
|                                              | Si4                                                              | Si4                                                              | Si4                                                              | eD4                                                                | eD4                                                                | eD4                                                                | TD4                                                                | TD4                                                                | TD4                                                                | TD4                                                                | TD4                                                                | SD4                                                                | SD4                                                                |
| -------------------------------------------- | ---------------------------------------------------------------- | ---------------------------------------------------------------- | ---------------------------------------------------------------- | ------------------------------------------------------------------ | ------------------------------------------------------------------ | ------------------------------------------------------------------ | ------------------------------------------------------------------ | ------------------------------------------------------------------ | ------------------------------------------------------------------ | ------------------------------------------------------------------ | ------------------------------------------------------------------ | ------------------------------------------------------------------ | ------------------------------------------------------------------ |
| Bauzeitraum:                                 | 06/2011–05/2018                                                  | 05/2018–11/2018                                                  | 06/2017–05/2018                                                  | 06/2011–02/2015                                                    | 02/2015–05/2018                                                    | 05/2018–11/2018                                                    | 06/2015–05/2018                                                    | 05/2018–11/2018                                                    | 06/2011–02/2015                                                    | 02/2015–05/2018                                                    | 05/2018–11/2018                                                    | 06/2011–02/2015                                                    | 06/2017–05/2018                                                    |
| Motortyp:                                    | Vierzylinder-Ottomotor in Reihenbauart, Benzindirekteinspritzung | Vierzylinder-Ottomotor in Reihenbauart, Benzindirekteinspritzung | Vierzylinder-Ottomotor in Reihenbauart, Benzindirekteinspritzung | Vierzylinder-Dieselmotor in Reihenbauart, Common-Rail-Einspritzung | Vierzylinder-Dieselmotor in Reihenbauart, Common-Rail-Einspritzung | Vierzylinder-Dieselmotor in Reihenbauart, Common-Rail-Einspritzung | Vierzylinder-Dieselmotor in Reihenbauart, Common-Rail-Einspritzung | Vierzylinder-Dieselmotor in Reihenbauart, Common-Rail-Einspritzung | Vierzylinder-Dieselmotor in Reihenbauart, Common-Rail-Einspritzung | Vierzylinder-Dieselmotor in Reihenbauart, Common-Rail-Einspritzung | Vierzylinder-Dieselmotor in Reihenbauart, Common-Rail-Einspritzung | Vierzylinder-Dieselmotor in Reihenbauart, Common-Rail-Einspritzung | Vierzylinder-Dieselmotor in Reihenbauart, Common-Rail-Einspritzung |
| Motoraufladung:                              | Turbolader                                                       | Turbolader                                                       | Turbolader                                                       | Turbolader                                                         | Turbolader                                                         | Turbolader                                                         | Turbolader                                                         | Turbolader                                                         | Turbolader                                                         | Turbolader                                                         | Turbolader                                                         | Turbolader                                                         | Turbolader                                                         |
| Hubraum:                                     | 1998 cm³                                                         | 1998 cm³                                                         | 1998 cm³                                                         | 2179 cm³                                                           | 1999 cm³                                                           | 1999 cm³                                                           | 1999 cm³                                                           | 2179 cm³                                                           | 1999 cm³                                                           | 1999 cm³                                                           | 1999 cm³                                                           | 2179 cm³                                                           | 1999 cm³                                                           |
| max. Leistung bei min−1:                     | 177 kW (240 PS)/5800                                             | 177 kW (240 PS)/5500                                             | 213 kW (290 PS)/5500                                             | 110 kW (150 PS)/4000                                               | 110 kW (150 PS)/4000                                               | 110 kW (150 PS)/3500                                               | 110 kW (150 PS)/4000                                               | 110 kW (150 PS)/3500                                               | 110 kW (150 PS)/4000                                               | 132 kW (180 PS)/4000                                               | 132 kW (180 PS)/4000                                               | 140 kW (190 PS)/3500                                               | 177 kW (240 PS)/4000                                               |
| max. Drehmoment bei min−1:                   | 340 Nm/1750                                                      | 340 Nm/1250                                                      | 400 Nm/1500                                                      | 380 Nm/1750                                                        | 380 Nm/1500                                                        | 380 Nm/1750                                                        | 380 Nm/1750                                                        | 400 Nm/1750                                                        | 380 Nm/1750                                                        | 430 Nm/1750                                                        | 430 Nm/1750                                                        | 420 Nm/1750                                                        | 500 Nm/1500                                                        |
| Antriebsart, serienmäßig:                    | Allradantrieb / Active Driveline                                 | Allradantrieb / Active Driveline                                 | Allradantrieb / Active Driveline                                 | Vorderradantrieb                                                   | Vorderradantrieb                                                   | Vorderradantrieb                                                   | Allradantrieb / optional: Active Driveline                         | Allradantrieb / optional: Active Driveline                         | Allradantrieb / optional: Active Driveline                         | Allradantrieb / optional: Active Driveline                         | Allradantrieb / optional: Active Driveline                         | Allradantrieb / optional: Active Driveline                         | Allradantrieb / Active Driveline                                   |
| Getriebeart, serienmäßig:                    | 6-Gang-Automatikgetriebe seit 2014: 9-Gang-Automatikgetriebe     | 9-Gang-Automatikgetriebe                                         | 9-Gang-Automatikgetriebe                                         | 6-Gang-Schaltgetriebe                                              | 6-Gang-Schaltgetriebe                                              | 6-Gang-Schaltgetriebe                                              | 6-Gang-Schaltgetriebe                                              | 6-Gang-Schaltgetriebe                                              | 6-Gang-Schaltgetriebe                                              | 6-Gang-Schaltgetriebe                                              | 6-Gang-Schaltgetriebe                                              | 6-Gang-Schaltgetriebe                                              | 9-Gang-Automatikgetriebe                                           |
| Getriebeart, optional:                       | —                                                                | —                                                                | —                                                                | —                                                                  | —                                                                  | —                                                                  | 6-Gang-Automatikgetriebe seit 2014: 9-Gang-Automatikgetriebe       | 9-Gang-Automatikgetriebe                                           | 6-Gang-Automatikgetriebe seit 2014: 9-Gang-Automatikgetriebe       | 6-Gang-Automatikgetriebe seit 2014: 9-Gang-Automatikgetriebe       | 9-Gang-Automatikgetriebe                                           | 6-Gang-Automatikgetriebe seit 2014: 9-Gang-Automatikgetriebe       | —                                                                  |
| Leergewicht:                                 | 1640–1658 kg                                                     | 1752 kg                                                          | 1833 kg                                                          | 1595 kg                                                            | 1595 kg                                                            | 1670–1685 kg                                                       | 1679 kg                                                            | 1735–1746 kg                                                       | 1543–1674 kg                                                       | 1543–1674 kg                                                       | 1735–1746 kg                                                       | 1543–1674 kg                                                       | 1844 kg                                                            |
| maximale Zuladung:                           | 500 kg                                                           | 500 kg                                                           | 500 kg                                                           | 500 kg                                                             | 500 kg                                                             | 500 kg                                                             | 500 kg                                                             | 500 kg                                                             | 500 kg                                                             | 500 kg                                                             | 500 kg                                                             | 500 kg                                                             | 500 kg                                                             |
| Beschleunigung, 0–100 km/h:                  | 7,6 s                                                            | 7,2 s                                                            | 6,3–6,4 s                                                        | 11,2 s                                                             | 11,2 s                                                             | 9,8 s                                                              | 10,0–10,8 s                                                        | 10,4–10,5 s                                                        | 9,6–10,8 s                                                         | 9,0–10,0 s                                                         | 9,1–9,6 s                                                          | 8,5–10,0 s                                                         | 7,3 s                                                              |
| Höchstgeschwindigkeit:                       | 217 km/h                                                         | 221 km/h                                                         | 225–238 km/h                                                     | 180 km/h                                                           | 182 km/h                                                           | 190 km/h                                                           | 190 km/h                                                           | 190 km/h                                                           | 182–185 km/h                                                       | 195–200 km/h                                                       | 200 km/h                                                           | 195–200 km/h                                                       | 217–221 km/h                                                       |
| Kraftstoffverbrauch auf 100 km (kombiniert): | 7,6 l Super                                                      | 8,6–8,8 l Super                                                  | 7,6 l Super                                                      | 4,9–5,0 l Diesel                                                   | 4,1–4,3 l Diesel                                                   | 5,8 l Diesel                                                       | 4,8–5,7 l Diesel                                                   | 6,2–6,4 l Diesel                                                   | 5,7–6,5 l Diesel                                                   | 4,8–5,1 l Diesel                                                   | 6,2–6,4 l Diesel                                                   | 5,7–6,5 l Diesel                                                   | 5,8 l Diesel                                                       |
| CO2-Emission, kombiniert:                    | 181 g/km                                                         | 196–200 g/km                                                     | 173 g/km                                                         | 129–133 g/km                                                       | 109–113 g/km                                                       | 152–154 g/km                                                       | 125–149 g/km                                                       | 163–170 g/km                                                       | 149–174 g/km                                                       | 125–134 g/km                                                       | 163–170 g/km                                                       | 149–174 g/km                                                       | 153 g/km                                                           |
| Abgasnorm nach EU-Klassifikation:            | Euro 5                                                           | Euro 6d-TEMP                                                     | Euro 6                                                           | Euro 5                                                             | Euro 6                                                             | Euro 6d-TEMP                                                       | Euro 6                                                             | Euro 6d-TEMP                                                       | Euro 5                                                             | Euro 6                                                             | Euro 6d-TEMP                                                       | Euro 5                                                             | Euro 6                                                             |

Die Technik des Allradantriebes ist vom Motor abhängig.
- Alle Dieselvarianten arbeiten mit einer Haldex-Kupplung, die das Drehmoment zwischen Vorder- und Hinterachse bedarfsgerecht verteilt.[12]
- Bei dem Zweiliter-Ottomotor und optional beim Zweiliter-Dieselmotor wird ein System mit dem Namen Active Driveline verwendet, das den Hinterradantrieb zur Reduzierung des Kraftstoffverbrauches stilllegen kann und über Reiblamellenkupplungen das Drehmoment zwischen den beiden Rädern der Hinterachse individuell verteilt.[13]

## 2. Generation (L551, seit 2019)
| Sterne im Euro NCAP-Crashtest (2019) | Fünf Sterne im Euro-NCAP-Crashtest |

Die zweite Generation des Evoque wurde am 22. November 2018 als Fünftürer in London vorgestellt. Seit April 2019 werden die ersten Fahrzeuge ausgeliefert. Die Abmessungen ändern sich gegenüber dem Vorgängermodell nur geringfügig. Ein Dreitürer oder Cabriolet – wie noch bei der ersten Generation – wird nicht mehr angeboten. Eine überarbeitete Version der zweiten Generation debütierte am 21. Juni 2023. Dieser Evoque war in Europa eines der ersten Fahrzeuge mit digitalem Innenspiegel.

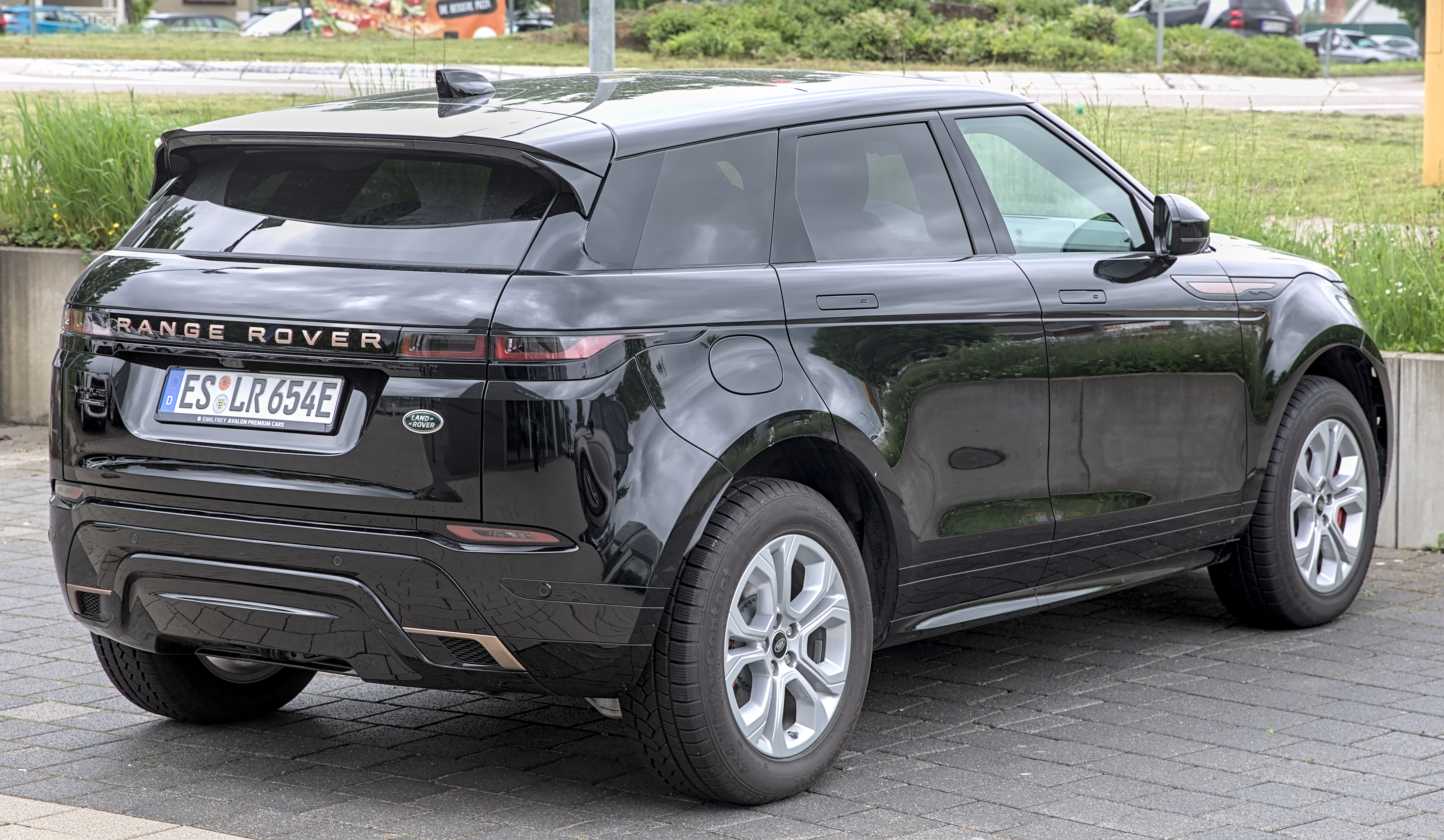
Heckansicht
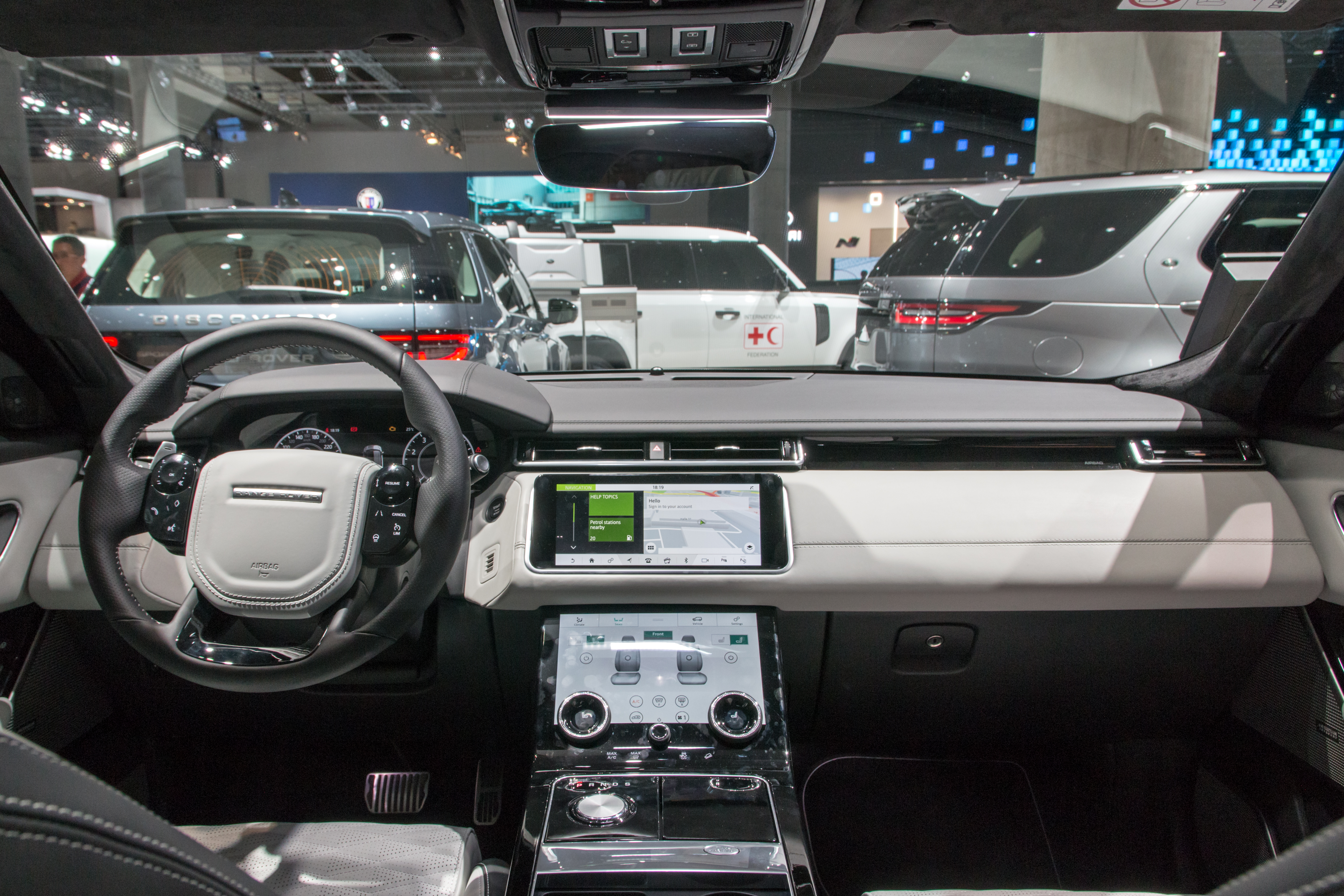
Innenraum
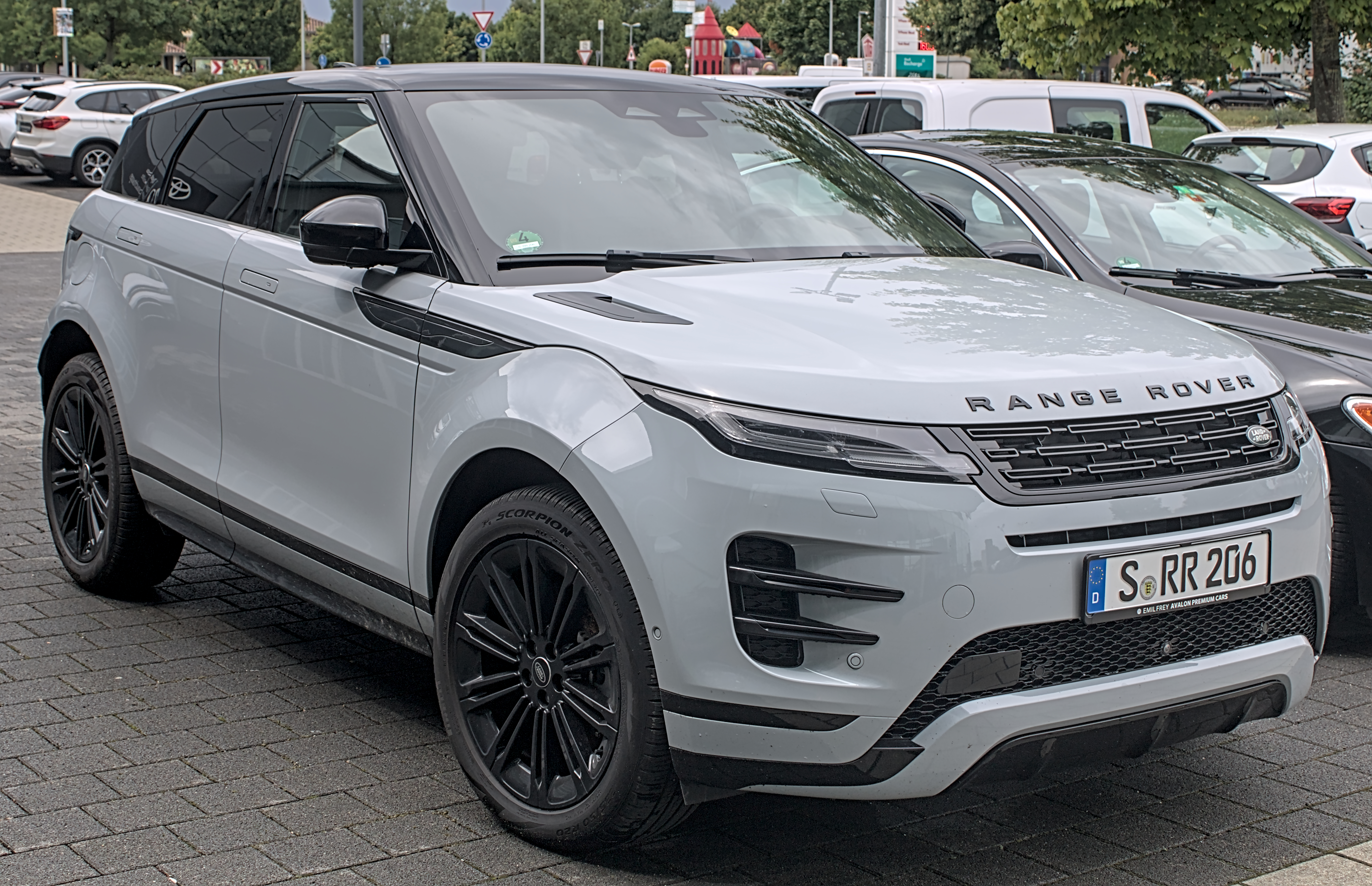
Range Rover Evoque (seit 2023)
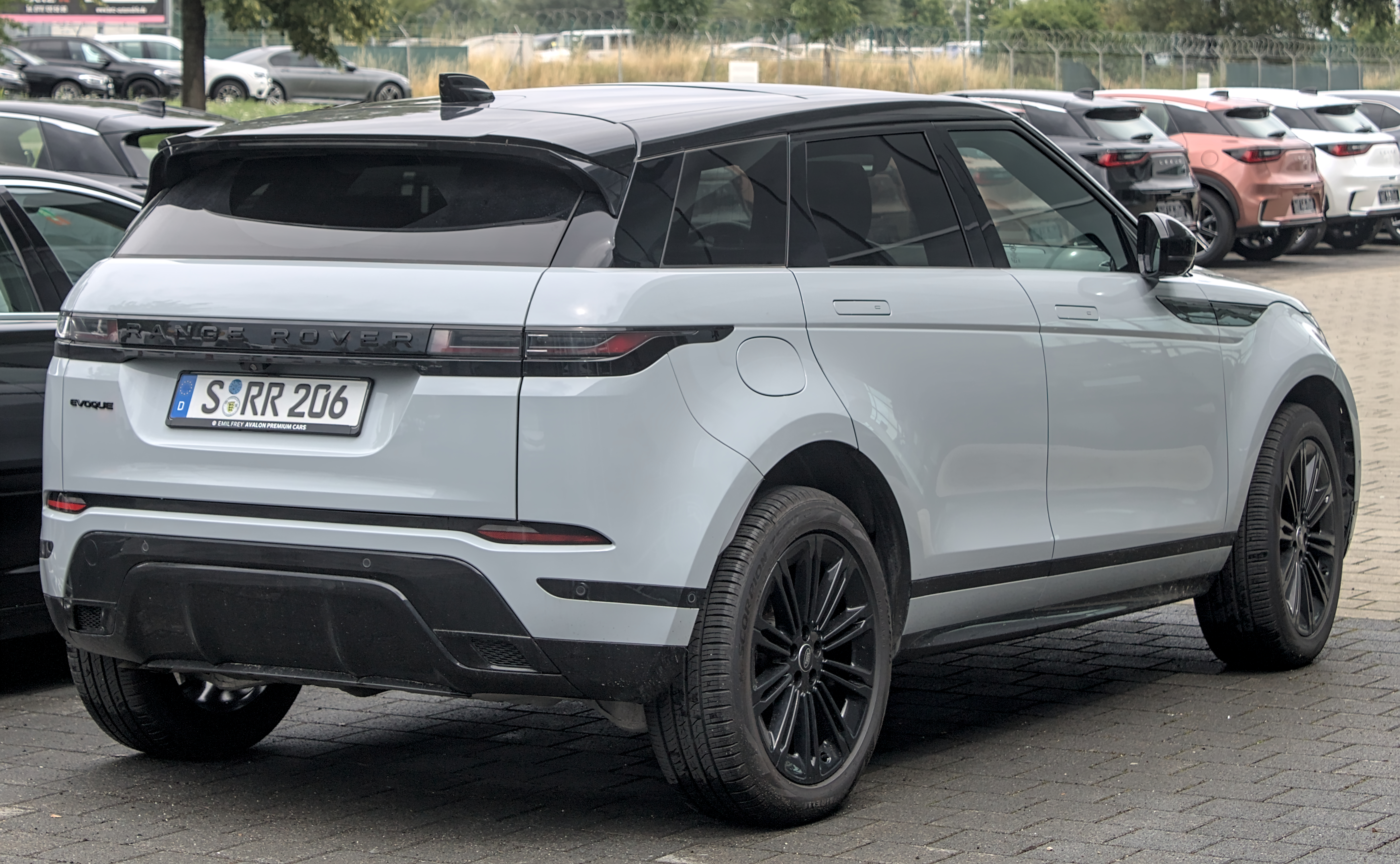
Heckansicht

### Technische Daten
Die Antriebspalette der zweiten Generation ist identisch zu der des Jaguar E-Pace. Alle Varianten mit Allradantrieb sind als Mildhybrid mit einem im Unterboden untergebrachten 48-Volt-Lithium-Ionen-Akkumulator ausgeführt. Im April 2020 wurde außerdem noch eine Version mit Plug-in-Hybrid-Antrieb vorgestellt.

#### Ottomotoren
|                                              | P160                                                             | P160                                                                   | P200 AWD                                                               | P200 AWD                                                               | P250 AWD                                                               | P250 AWD                                                               | P300 AWD                                                               | P300 AWD                                                               | P270e AWD                                                                       | P300e AWD                                                                       | P300e AWD                                                                       |
| -------------------------------------------- | ---------------------------------------------------------------- | ---------------------------------------------------------------------- | ---------------------------------------------------------------------- | ---------------------------------------------------------------------- | ---------------------------------------------------------------------- | ---------------------------------------------------------------------- | ---------------------------------------------------------------------- | ---------------------------------------------------------------------- | ------------------------------------------------------------------------------- | ------------------------------------------------------------------------------- | ------------------------------------------------------------------------------- |
| Bauzeitraum:                                 | 08/2020–01/2022                                                  | seit 04/2024                                                           | 04/2019–08/2020                                                        | 08/2020–04/2024                                                        | 04/2019–08/2020                                                        | 08/2020–04/2024                                                        | 04/2019–08/2020                                                        | 08/2020–01/2023                                                        | seit 04/2024                                                                    | 06/2023–04/2024                                                                 | 04/2020–06/2023                                                                 |
| Motortyp:                                    | Dreizylinder-Ottomotor in Reihenbauart, Benzindirekteinspritzung | Dreizylinder-Ottomotor in Reihenbauart, Benzindirekteinspritzung, MHEV | Vierzylinder-Ottomotor in Reihenbauart, Benzindirekteinspritzung, MHEV | Vierzylinder-Ottomotor in Reihenbauart, Benzindirekteinspritzung, MHEV | Vierzylinder-Ottomotor in Reihenbauart, Benzindirekteinspritzung, MHEV | Vierzylinder-Ottomotor in Reihenbauart, Benzindirekteinspritzung, MHEV | Vierzylinder-Ottomotor in Reihenbauart, Benzindirekteinspritzung, MHEV | Vierzylinder-Ottomotor in Reihenbauart, Benzindirekteinspritzung, MHEV | Dreizylinder-Ottomotor in Reihenbauart, Benzindirekteinspritzung + Elektromotor | Dreizylinder-Ottomotor in Reihenbauart, Benzindirekteinspritzung + Elektromotor | Dreizylinder-Ottomotor in Reihenbauart, Benzindirekteinspritzung + Elektromotor |
| Motoraufladung:                              | Turbolader                                                       | Turbolader                                                             | Turbolader                                                             | Turbolader                                                             | Turbolader                                                             | Turbolader                                                             | Turbolader                                                             | Turbolader                                                             | Turbolader                                                                      | Turbolader                                                                      | Turbolader                                                                      |
| Hubraum:                                     | 1497 cm³                                                         | 1498 cm³                                                               | 1997 cm³                                                               | 1997 cm³                                                               | 1997 cm³                                                               | 1997 cm³                                                               | 1997 cm³                                                               | 1997 cm³                                                               | 1498 cm³                                                                        | 1498 cm³                                                                        | 1497 cm³                                                                        |
| max. Leistung bei min−1:                     | 118 kW (160 PS)/5500                                             | 118 kW (160 PS)/5000                                                   | 147 kW (200 PS)/5500                                                   | 147 kW (200 PS)/5500                                                   | 183 kW (249 PS)/5500                                                   | 184 kW (250 PS)/5500                                                   | 221 kW (300 PS)/5500                                                   | 221 kW (300 PS)/5500                                                   | 198 kW (269 PS)/5000–5500 (1)                                                   | 198 kW (269 PS)/5000–5500 (1)                                                   | 227 kW (309 PS)/5500 (1)                                                        |
| max. Drehmoment bei min−1:                   | 260 Nm/1500–2500                                                 | 260 Nm/1600–4000                                                       | 320 Nm/1300–4500                                                       | 320 Nm/1200–4000                                                       | 365 Nm/1200–4500                                                       | 365 Nm/1300–4500                                                       | 400 Nm/1500–4500                                                       | 400 Nm/1500–4500                                                       | 540 Nm/2000–3250 (2)                                                            | 540 Nm/2000–2500 (2)                                                            | 540 Nm/2000–5000 (2)                                                            |
| Antriebsart, serienmäßig:                    | Vorderradantrieb                                                 | Vorderradantrieb                                                       | Allradantrieb / Active Driveline                                       | Allradantrieb / Active Driveline                                       | Allradantrieb / Active Driveline                                       | Allradantrieb / Active Driveline                                       | Allradantrieb / Active Driveline                                       | Allradantrieb / Active Driveline                                       | Allradantrieb / Active Driveline                                                | Allradantrieb / Active Driveline                                                | Allradantrieb / Active Driveline                                                |
| Getriebeart, serienmäßig:                    | 9-Gang-Automatikgetriebe                                         | 9-Gang-Automatikgetriebe                                               | 9-Gang-Automatikgetriebe                                               | 9-Gang-Automatikgetriebe                                               | 9-Gang-Automatikgetriebe                                               | 9-Gang-Automatikgetriebe                                               | 9-Gang-Automatikgetriebe                                               | 9-Gang-Automatikgetriebe                                               | 8-Gang-Automatikgetriebe                                                        | 8-Gang-Automatikgetriebe                                                        | 8-Gang-Automatikgetriebe                                                        |
| Getriebeart, optional:                       | —                                                                | —                                                                      | —                                                                      | —                                                                      | —                                                                      | —                                                                      | —                                                                      | —                                                                      | —                                                                               | —                                                                               | —                                                                               |
| Leergewicht:                                 | 1792 kg                                                          | 1792 kg                                                                | 1845 kg                                                                | 1845 kg                                                                | 1893 kg                                                                | 1893 kg                                                                | 1925 kg                                                                | 1925 kg                                                                | 2157 kg                                                                         | 2157 kg                                                                         | 2157 kg                                                                         |
| maximale Zuladung:                           | 508 kg                                                           | 508 kg                                                                 | 585 kg                                                                 | 585 kg                                                                 | 537 kg                                                                 | 537 kg                                                                 | 525 kg                                                                 | 525 kg                                                                 | 503 kg                                                                          | 503 kg                                                                          | 503 kg                                                                          |
| Beschleunigung, 0–100 km/h:                  | 10,3 s                                                           | 10,3 s                                                                 | 8,5 s                                                                  | 8,6 s                                                                  | 7,5 s                                                                  | 7,6 s                                                                  | 6,6 s                                                                  | 6,8 s                                                                  | 7,2 s                                                                           | 7,2 s                                                                           | 6,4 s                                                                           |
| Höchstgeschwindigkeit:                       | 199 km/h                                                         | 199 km/h                                                               | 216 km/h                                                               | 216 km/h                                                               | 230 km/h                                                               | 230 km/h                                                               | 242 km/h                                                               | 242 km/h                                                               | 190 km/h                                                                        | 190 km/h                                                                        | 213 km/h                                                                        |
| Kraftstoffverbrauch auf 100 km (kombiniert): | 6,8 l Super                                                      | 7,9 l Super                                                            | 7,7–7,8 l Super                                                        | 7,7–7,8 l Super                                                        | 7,9–8,0 l Super                                                        | 7,7–7,9 l Super                                                        | 8,1–8,2 l Super                                                        | 7,7–7,9 l Super                                                        | 1,3 l Super                                                                     | 1,3 l Super                                                                     | 1,9 l Super                                                                     |
| CO2-Emission, kombiniert:                    | 154 g/km                                                         | 178 g/km                                                               | 176–178 g/km                                                           | 172–176 g/km                                                           | 180–182 g/km                                                           | 175–180 g/km                                                           | 186–188 g/km                                                           | 174–179 g/km                                                           | 29 g/km                                                                         | 29 g/km                                                                         | 43 g/km                                                                         |
| Abgasnorm nach EU-Klassifikation:            | Euro 6d                                                          | Euro 6e                                                                | Euro 6d-TEMP                                                           | Euro 6d                                                                | Euro 6d-TEMP                                                           | Euro 6d                                                                | Euro 6d-TEMP                                                           | Euro 6d                                                                | Euro 6e                                                                         | Euro 6d                                                                         | Euro 6d                                                                         |

#### Dieselmotoren
|                                              | D150                                                                     | D150 AWD                                                                 | D165                                                                     | D165                                                                     | D165 AWD                                                                 | D165 AWD                                                                 | D180 AWD                                                                 | D200 AWD                                                                 | D200 AWD                                                                 | D240 AWD                                                                 |
| -------------------------------------------- | ------------------------------------------------------------------------ | ------------------------------------------------------------------------ | ------------------------------------------------------------------------ | ------------------------------------------------------------------------ | ------------------------------------------------------------------------ | ------------------------------------------------------------------------ | ------------------------------------------------------------------------ | ------------------------------------------------------------------------ | ------------------------------------------------------------------------ | ------------------------------------------------------------------------ |
| Bauzeitraum:                                 | 06/2019–08/2020                                                          | 04/2019–08/2020                                                          | 08/2020–01/2023                                                          | seit 04/2024                                                             | 08/2020–04/2024                                                          | seit 04/2024                                                             | 04/2019–08/2020                                                          | 08/2020–04/2024                                                          | seit 04/2024                                                             | 04/2019–08/2020                                                          |
| Motortyp:                                    | Vierzylinder-Dieselmotor in Reihenbauart, Common-Rail-Einspritzung, MHEV | Vierzylinder-Dieselmotor in Reihenbauart, Common-Rail-Einspritzung, MHEV | Vierzylinder-Dieselmotor in Reihenbauart, Common-Rail-Einspritzung, MHEV | Vierzylinder-Dieselmotor in Reihenbauart, Common-Rail-Einspritzung, MHEV | Vierzylinder-Dieselmotor in Reihenbauart, Common-Rail-Einspritzung, MHEV | Vierzylinder-Dieselmotor in Reihenbauart, Common-Rail-Einspritzung, MHEV | Vierzylinder-Dieselmotor in Reihenbauart, Common-Rail-Einspritzung, MHEV | Vierzylinder-Dieselmotor in Reihenbauart, Common-Rail-Einspritzung, MHEV | Vierzylinder-Dieselmotor in Reihenbauart, Common-Rail-Einspritzung, MHEV | Vierzylinder-Dieselmotor in Reihenbauart, Common-Rail-Einspritzung, MHEV |
| Motoraufladung:                              | Turbolader                                                               | Turbolader                                                               | Turbolader                                                               | Turbolader                                                               | Turbolader                                                               | Turbolader                                                               | Turbolader                                                               | Turbolader                                                               | Turbolader                                                               | Turbolader                                                               |
| Hubraum:                                     | 1999 cm³                                                                 | 1999 cm³                                                                 | 1997 cm³                                                                 | 1998 cm³                                                                 | 1997 cm³                                                                 | 1998 cm³                                                                 | 1999 cm³                                                                 | 1997 cm³                                                                 | 1998 cm³                                                                 | 1999 cm³                                                                 |
| max. Leistung bei min−1:                     | 110 kW (150 PS)/2400                                                     | 110 kW (150 PS)/2400                                                     | 120 kW (163 PS)/3750                                                     | 120 kW (163 PS)/3500–4250                                                | 120 kW (163 PS)/3750                                                     | 120 kW (163 PS)/3500–4250                                                | 132 kW (180 PS)/2400                                                     | 150 kW (204 PS)/4250                                                     | 150 kW (204 PS)/3750                                                     | 177 kW (240 PS)/2400                                                     |
| max. Drehmoment bei min−1:                   | 380 Nm/1750–2500                                                         | 380 Nm/1750–2500                                                         | 380 Nm/1500–2500                                                         | 380 Nm/1500–2500                                                         | 380 Nm/1500–2500                                                         | 380 Nm/1500–2500                                                         | 430 Nm/1750–2500                                                         | 430 Nm/1750–2500                                                         | 430 Nm/1750–2500                                                         | 500 Nm/1500–2500                                                         |
| Antriebsart, serienmäßig:                    | Vorderradantrieb                                                         | Allradantrieb / Active Driveline                                         | Vorderradantrieb                                                         | Vorderradantrieb                                                         | Allradantrieb / Active Driveline                                         | Allradantrieb / Active Driveline                                         | Allradantrieb / Active Driveline                                         | Allradantrieb / Active Driveline                                         | Allradantrieb / Active Driveline                                         | Allradantrieb / Active Driveline                                         |
| Getriebeart, serienmäßig:                    | 6-Gang-Schaltgetriebe                                                    | 9-Gang-Automatikgetriebe                                                 | 6-Gang-Schaltgetriebe                                                    | 6-Gang-Schaltgetriebe                                                    | 9-Gang-Automatikgetriebe                                                 | 9-Gang-Automatikgetriebe                                                 | 9-Gang-Automatikgetriebe                                                 | 9-Gang-Automatikgetriebe                                                 | 9-Gang-Automatikgetriebe                                                 | 9-Gang-Automatikgetriebe                                                 |
| Getriebeart, optional:                       | —                                                                        | —                                                                        | —                                                                        | —                                                                        | —                                                                        | —                                                                        | —                                                                        | —                                                                        | —                                                                        | —                                                                        |
| Leergewicht:                                 | 1787 kg                                                                  | 1891 kg                                                                  | 1787 kg                                                                  | 1787 kg                                                                  | 1891 kg                                                                  | 1890 kg                                                                  | 1891 kg                                                                  | 1941 kg                                                                  | 1941 kg                                                                  | 1955 kg                                                                  |
| maximale Zuladung:                           | 583 kg                                                                   | 599 kg                                                                   | 583 kg                                                                   | 583 kg                                                                   | 599 kg                                                                   | 600 kg                                                                   | 599 kg                                                                   | 549 kg                                                                   | 549 kg                                                                   | 555 kg                                                                   |
| Beschleunigung, 0–100 km/h:                  | 10,5 s                                                                   | 11,2 s                                                                   | 10,1 s                                                                   | 10,1 s                                                                   | 9,8 s                                                                    | 9,8 s                                                                    | 9,3 s                                                                    | 8,5 s                                                                    | 8,5 s                                                                    | 7,7 s                                                                    |
| Höchstgeschwindigkeit:                       | 201 km/h                                                                 | 196 km/h                                                                 | 206 km/h                                                                 | 206 km/h                                                                 | 199 km/h                                                                 | 199 km/h                                                                 | 205 km/h                                                                 | 213 km/h                                                                 | 213 km/h                                                                 | 225 km/h                                                                 |
| Kraftstoffverbrauch auf 100 km (kombiniert): | 5,4 l Diesel                                                             | 5,6 l Diesel                                                             | 5,0 l Diesel                                                             | 6,1 l Diesel                                                             | 5,3 l Diesel                                                             | 6,4 l Diesel                                                             | 5,7–5,8 l Diesel                                                         | 5,3–5,4 l Diesel                                                         | 6,4 l Diesel                                                             | 6,2–6,3 l Diesel                                                         |
| CO2-Emission, kombiniert:                    | 143 g/km                                                                 | 149 g/km                                                                 | 131 g/km                                                                 | 158 g/km                                                                 | 139 g/km                                                                 | 168 g/km                                                                 | 150–152 g/km                                                             | 139–144 g/km                                                             | 168 g/km                                                                 | 163–165 g/km                                                             |
| Abgasnorm nach EU-Klassifikation:            | Euro 6d-TEMP                                                             | Euro 6d-TEMP                                                             | Euro 6d                                                                  | Euro 6e                                                                  | Euro 6d                                                                  | Euro 6e                                                                  | Euro 6d-TEMP                                                             | Euro 6d                                                                  | Euro 6e                                                                  | Euro 6d-TEMP                                                             |

## Absatz und Kosten
Im November 2014 zeichnete der unabhängige Datendienstleister Schwacke die Version Pure des Range Rover Evoque eD4 als wertstabilstes Modell im Jahr 2014 aus. Demzufolge hatte dieses nach drei Jahren und einer üblichen Laufleistung von 45.000 Kilometern noch einen Restwert von 69,6 Prozent. Laut Schwacke war der Evoque eD4 damit etwas wertstabiler als der BMW X3 xDrive35d (69,3 %), der Audi Q3 2.0 TDI (68,5 %) und der Kia Sportage 1.6 GDI 2WD (68,4 % Restwert).

### Zulassungszahlen in Deutschland
Seit dem Marktstart bis einschließlich Dezember 2024 sind in der Bundesrepublik Deutschland insgesamt 61.196 Range Rover Evoque neu zugelassen worden. 2017 entfielen etwa 19 Prozent auf das Cabrio, 2018 waren es rund elf Prozent und 2019 rund sieben Prozent. Mit 7.007 Einheiten war 2016 das erfolgreichste Verkaufsjahr.
|  |

|  |

|  |

|  |

|  |

|  |

|  |

|  |

|  |

|  |

|  |

|  |

|  |

|  |

|  |

|  |

|  |

|  |

|  |

|  |

|  |

|  |

|  |

|  |

|  |

|  |

|  |

|  |

|  |

|  |

|  |

|  |

|  |

|  |

|  |

|  |

|  |

|  |

|  |

|  |

|  |

|  |

|  |

|  |

|  |

|  |

|  |

|  |

|  |

|  |

|  |

|  |

|  |

|  |

|  |

|  |

|  |

|  |

|  |

|  |

|  |

|  |

|  |

|  |

|  |

|  |

|  |

|  |

|  |

|  |

|  |

|  |

|  |

|  |

|  |

|  |

|  |

|  |

|  |

|  |

|  |

|  |

|  |

|  |

|  |

|  |

|  |

|  |

|  |

|  |

|  |

|  |

|  |

|  |

|  |

|  |

|  |

|  |

|  |

|  |

|  |

|  |

|  |

|  |

|  |

|  |

|  |

|  |

|  |

|  |

|  |

|  |

|  |

|  |

|  |

|  |

|  |

|  |

|  |

|  |

|  |

|  |

|  |

|  |

|  |

|  |

|  |

|  |

|  |

|  |

|  |

|  |

|  |

|  |

|  |

|  |

|  |

|  |

|  |

|  |

|  |

|  |

|  |

|  |

|  |

|  |

|  |

|  |

|  |

|  |

|  |

|  |

|  |

|  |

|  |

|  |

|  |

|  |

|  |

|  |

|  |

|  |

|  |

|  |

|  |

|  |

|  |

|  |

|  |

|  |

|  |

|  |

|  |

|  |

|  |

|  |

|  |

|  |

|  |

|  |

|  |

|  |

|  |

|  |

|  |

|  |

|  |

|  |

|  |

|  |

|  |

|  |

|  |

|  |

|  |

|  |

|  |

|  |

|  |

|  |

|  |

|  |

|  |

|  |

|  |

|  |

|  |

|  |

|  |

|  |

|  |

|  |

|  |

|  |

|  |

|  |

|  |

|  |

|  |

|  |

|  |

|  |

|  |

|  |

|  |

|  |

|  |

|  |

|  |

|  |

|  |

|  |

|  |

|  |

|  |

|  |

|  |

|  |

|  |

|  |

|  |

|  |

|  |

|  |

|  |

|  |

|  |

|  |

|  |

|  |

|  |

|  |

|  |

|  |

|  |

|  |

|  |

|  |

|  |

|  |

|  |

|  |

|  |

|  |

|  |

|  |

|  |

|  |

|  |

|  |

|  |

|  |

|  |

|  |

|  |

|  |

|  |

|  |

|  |

|  |

|  |

|  |

|  |

|  |

|  |

|  |

|  |

|  |

|  |

|  |

|  |

|  |

|  |

|  |

|  |

|  |

|  |

|  |

|  |

|  |

|  |

|  |

|  |

|  |

|  |

|  |

|  |

|  |

|  |

|  |

|  |

|  |

|  |

|  |

|  |

|  |

|  |

|  |

|  |

|  |

|  |

|  |

|  |

|  |

|  |

|  |

|  |

|  |

|  |

|  |

|  |

|  |

|  |

|  |

|  |

|  |

|  |

|  |

|  |

|  |

|  |

|  |

|  |

|  |

|  |

|  |

|  |

|  |

|  |

|  |

|  |

|  |

|  |

|  |

|  |

|  |

|  |

|  |

|  |

|  |

|  |

|  |

|  |

|  |

|  |

|  |

|  |

|  |

|  |

|  |

|  |

|  |

|  |

|  |

|  |

|  |

|  |

|  |

|  |

|  |

|  |

|  |

|  |

|  |

|  |

|  |

|  |

|  |

|  |

|  |

|  |

|  |

|  |

|  |

|  |

|  |

|  |

|  |

|  |

|  |

|  |

|  |

|  |

|  |

|  |

|  |

|  |

|  |

|  |

|  |

|  |

|  |

|  |

|  |

|  |

|  |

|  |

|  |

|  |

|  |

|  |

|  |

|  |

|  |

|  |

|  |

|  |

|  |

|  |

|  |

|  |

|  |

|  |

|  |

|  |

|  |

|  |

|  |

|  |

|  |

|  |

|  |

|  |

|  |

|  |

|  |

|  |

|  |

|  |

|  |

|  |

|  |

|  |

|  |

|  |

|  |

|  |

|  |

|  |

|  |

|  |

|  |

|  |

|  |

|  |

|  |

|  |

|  |

|  |

|  |

|  |

|  |

|  |

|  |

|  |

|  |

|  |

|  |

|  |

|  |

|  |

|  |

|  |

|  |

|  |

|  |

|  |

|  |

|  |

|  |

|  |

|  |

|  |

|  |

|  |

|  |

|  |

|  |

|  |

|  |

|  |

|  |

|  |

|  |

|  |

|  |

|  |

|  |

|  |

|  |

|  |

|  |

|  |

|  |

|  |

|  |

|  |

|  |

|  |

|  |

|  |

|  |

|  |

|  |

|  |

|  |

|  |

|  |

|  |

|  |

|  |

|  |

|  |

|  |

|  |

|  |

|  |

|  |

|  |

|  |

|  |

|  |

|  |

|  |

|  |

|  |

|  |

|  |

|  |

|  |

|  |

|  |

|  |

|  |

|  |

|  |

|  |

|  |

|  |

|  |

|  |

|  |

|  |

|  |

|  |

|  |

|  |

|  |

|  |

|  |

|  |

|  |

|  |

|  |

|  |

|  |

|  |

|  |

|  |

|  |

|  |

|  |

|  |

|  |

|  |

|  |

|  |

|  |

|  |

|  |

|  |

|  |

|  |

|  |

|  |

|  |

|  |

|  |

|  |

|  |

|  |

|  |

|  |

|  |

|  |

|  |

|  |

|  |

|  |

|  |

|  |

|  |

|  |

|  |

|  |

|  |

|  |

|  |

|  |

|  |

|  |

|  |

|  |

|  |

|  |

|  |

|  |

|  |

|  |

|  |

|  |

|  |

|  |

|  |

|  |

|  |

|  |

|  |

|  |

|  |

|  | Benziner (3.980) |

|  | Benziner (3.980) |

|  | Diesel (39.229) |

|  | Diesel (39.229) |

|  | Hybrid (7.195) |

|  | Hybrid (7.195) |

|  | Benzin-Hybrid (2.423) |

|  | Benzin-Hybrid (2.423) |

|  | Diesel-Hybrid (5.007) |

|  | Diesel-Hybrid (5.007) |

|  | Benzin-PHEV (3.362) |

|  | Benzin-PHEV (3.362) |

## Kontroverse mit Jiangling Motors
Weltweite Aufmerksamkeit erregte der chinesische Automobilhersteller Jiangling Motors, da dessen Landwind X7 dem Evoque optisch sehr ähnelt. Der X7 kostet nur ein Drittel dessen, was der Evoque kostet. Die Vorstellung des X7 fand im Oktober 2014 nur kurz nach der Eröffnung eines Werks von Tata Motors, der Muttergesellschaft von Jaguar Land Rover, in Changshu statt. In diesem Werk werden der Evoque und der Discovery Sport für den chinesischen Markt produziert. Wie der X7 wurde auch die chinesische Version des Evoque auf der Guangzhou Auto Show 2014 vorgestellt.
Die erste Antwort von Jaguar Land Rover auf den X7 kam während der Guangzhou Auto Show 2014, als der für Jaguar arbeitende Designer Ian Callum Bilder des X7 twitterte und auf die Ähnlichkeit zwischen X7 und Evoque hinwies. Das Unternehmen kündigte an zu untersuchen, ob das Evoque-Design von Jiangling Motors kopiert wurde und ob man Maßnahmen ergreife, um sein geistiges Eigentum zu schützen. Jaguar Land Rover ging vor Gericht; die Beschwerden wurden Anfang 2015 abgewiesen.
Sowohl Jaguar Land Rover als auch Jiangling Motors hatten für das Design der jeweiligen Modelle Patente eingereicht, die jedoch beide 2016 annulliert wurden. Das Patent für das Außendesign des Evoque wurde im April 2016 in China von der Regulierungsbehörde für geistiges Eigentum für ungültig erklärt, da das Auto enthüllt wurde, bevor das Patent im November 2011 eingereicht wurde. Die Aufhebung erfolgte auf einen Antrag von Jiangling Motors. Das Patent des X7 wurde am 16. Mai 2016 auf Antrag von Jaguar Land Rover annulliert, da das Design dem des Evoque zu ähnlich sei.
Im Juni 2016 zog Jaguar Land Rover vor ein Gericht in Peking, um Jiangling Motors für eine Urheberrechtsverletzung und unlauteren Wettbewerb verantwortlich zu machen.

## Belege
1. ↑  Ergebnisse Euro NCAP
2. ↑  Land Rover Evoque. Motor Presse Stuttgart, abgerufen am 6. April 2013.
3. ↑  Range Rover Evoque eD4: Sparen dank Frontantrieb. Heise Zeitschriften Verlag, abgerufen am 6. April 2013.
4. ↑  Range Rover öffnet den Evoque. In: handelsblatt.com. Abgerufen am 9. November 2015.
5. ↑  Land Rover: Range Rover Evoque MY 2016 – Langfassung, aufgerufen am
6. Juli 2015
6. ↑  Welt.de: Range Rover Evoque Facelift Abgerufen am 23. Februar 2015
7. ↑  Range Rover Evoque mit neuer Topversion auf Autosmotor.de (abgerufen am 21. Februar 2014)
8. ↑  autobild.de: Gelber Sonderling. Abgerufen am 23. Juli 2017.
9. ↑  Website der Land Rover Experience Tour. Abgerufen am 23. Juli 2017.
10. ↑  autozeitung.de: Offroad Abenteurer. Abgerufen am 23. Juli 2017.
11. ↑  Land Rover feiert 600 000 Range Rover Evoque mit schickem neuen „Landmark“-Sondermodell. landrover.com, 8. Mai 2017, abgerufen am 23. Juli 2017.
12. ↑  Range Rover Evoque Fahrbericht auf AutoMotorSport.de (abgerufen am 1. Dezember 2014)
13. ↑  Die Allradtechnik im Range Rover Evoque auf AutoNews.de (abgerufen am 1. Dezember 2014)
14. ↑  Ergebnisse Euro NCAP
15. ↑  Holger Wittich, Gregor Hebermehl: Neuer Range Rover Evoque (2019): Alle Daten, Ausstattungen, Preis und Technik. In: auto-motor-und-sport.de. 22. November 2018, abgerufen am 17. Januar 2019.
16. ↑  Manuel Lehbrink: Range Rover Evoque (2023) erhält dezentes Facelift. In: de.motor1.com. 20. Juni 2023, abgerufen am 21. Juni 2023.
17. ↑  Sebastian Oppenheimer: Digitale Innenspiegel: So erleichtert die neue Technik den Blick nach hinten. In: 24auto.de. 11. April 2021, abgerufen am 17. Dezember 2023.
18. ↑  Sven Prawitz: Gentex Digitaler Rückspiegel für Range Rover Evoque – Studie. In: automobil-industrie.vogel.de. 19. Juni 2019, abgerufen am 17. Dezember 2023.
19. ↑  Stefan Leichsenring: Range Rover Evoque P300e, Discovery Sport P300e: Neue Plug-in-Hybride. In: de.motor1.com. 22. April 2020, abgerufen am 2. Mai 2020.
20. ↑  Land Rover Range Rover Evoque P300e AWD Automatik (04/20 - 09/20): Technische Daten, Bilder, Preise | ADAC. Abgerufen am 15. Dezember 2020 (deutsch).
21. ↑  dpa: ++Range Rover Evoque ist das wertstabilste Auto. Süddeutsche Zeitung, 3. November 2014, abgerufen am 25. August 2020.
22. ↑  spiegel.de: SUV-Gebrauchtwagen: Range Rover Evoque ist besonders wertstabil.
23. ↑  Pressemitteilung: Schwacke ermittelt Restwert-Champions. (Memento vom 11. Januar 2015 im Internet Archive)
24. ↑  Neuzulassungen von Personenkraftwagen nach Marken und Modellreihen. In: Kraftfahrt-Bundesamt. Abgerufen am 8. Januar 2025.
Jahr 2011,
Jahr 2012,
Jahr 2013,
Jahr 2014,
Jahr 2015,
Jahr 2016,
Jahr 2017, Jahr 2018, Jahr 2019, Jahr 2020, Jahr 2021, Jahr 2022,
Jahr 2023,
Jahr 2024
25. ↑  International Manufacturing. Archiviert vom Original am 29. Dezember 2016; abgerufen am 29. Dezember 2016.
26. ↑  Range-Rover-Fälschung für unter 20.000 Euro. 26. November 2014, abgerufen am 29. Dezember 2016.
27. ↑  China’s knockoff Range Rover is back – and there’s nothing Jaguar Land Rover can do about it. 20. April 2015, abgerufen am 29. Dezember 2016.
28. ↑  Patent battle intensifies between Jaguar, Jiangling. 13. Juni 2016, abgerufen am 29. Dezember 2016.
29. ↑  Jaguar Land Rover Sues China’s Jiangling Auto Over Landwind X7. 6. Juni 2016, abgerufen am 29. Dezember 2016.